# ベルリンの奇跡
ベルリンの奇跡（ベルリンのきせき）は、1936年ベルリンオリンピックのサッカー競技において、日本代表がスウェーデン代表に勝利した試合を指す日本国内での表現である。

## 試合前
当時の日本は二・二六事件の影響で混乱しており、一時は出場が危ぶまれていたがなんとか出場することができた。選手の大半は、早稲田大学の在学・卒業生であり、他に慶応義塾大学、東京帝国大学など他大学の名選手が集った。そして、４月下旬から明治神宮外苑の日本青年館で強化合宿が始まった。
6月20日、サッカー代表を含む日本のベルリン五輪選手団は、明治神宮で参拝したのち、沿道の見物客の歓声を受けながら東京駅から下関、海路で釜山に渡り、鉄道で朝鮮半島、満州を走り抜けて、シベリア横断鉄道に乗り換える。モスクワに到着したのは、7月1日であった。ここからさらに最終目的地のベルリンを目指して、たどり着いたのは、7月3日のことである。
列車内で座りっぱなしの日々であった彼らは、「上体の硬直、脚部関節の痛みひどい」という状態で、現地で2日間の完全休養を要した。気づけば8月4日の対スウェーデン戦まで１か月しかない、というプレッシャーのなか、選手たちは異国の芝の上で練習に励んだ。
日本はドイツに到着後、3試合親善試合を行った。しかし、ワッカー相手に1対3、ミネルバ相手に3対4、ブラウヴァイス相手に2対3と3戦全敗であった。

## 試合経過
1936年8月4日、ベルリンのヘルタ・プラッツ・スタジアム（ゲズントブルンネン・スタディオン）において、サッカー競技の1回戦として日本対スウェーデンの試合が開催された。
当時のスウェーデンはドイツ・イタリアと並ぶ優勝候補のひとつであった。これに対して、日本はオリンピックのサッカー競技には初参加であり、体格の面でも明らかに劣っていた。このため、下馬評ではスウェーデンが圧倒的有利とされ、日本からの報道陣さえ全くこの試合を取材していなかった。観客も「万雷のような拍手が巻き起こり、たくましいスウェーデン選手を迎えた」のに対し、日本代表には「ほとんど注目されなかった」状態であった。
試合は前半にスウェーデンがエリク・ペーションによる2ゴールで優勢に試合を進めた。さらに体格を活かした「まるで女郎グモのアミのよう」な密着マークによる守備でショートパス戦法を封じ込まれ、日本は為す術もなくそのまま0-2で前半を終えた。
後半に入るとスウェーデンが油断したこともあってか、ショートパスを中心とする日本の戦術が機能しはじめた。後半4分に「シュートの名人」と呼ばれたセンターフォワードの川本泰三がゴールし反撃の口火を切ると、後半17分に右インサイドでゲームメイクを担ったオールラウンダー・右近徳太郎がゴールを挙げ、同点に追いついた。誰も予想だにしなかった展開が、観客の応援を日本寄りに傾かせた。後半40分に俊足右ウイングの松永行が左サイドから俊足を生かして50メートルの距離を一人で攻め、GKの股を抜いたゴールによってついに逆転した。終盤スウェーデンの猛攻を耐えしのぎ、3対2のスコアで試合終了となった。同点に追いついてからの一進一退の攻防のなか、「いまにも体がバラバラになりそうだ。もう駄目だ、ぶっ倒れる」と思うほど、日本選手達は体力の限界に近付いていたという。そのような状態での逆転劇だった。
スウェーデンのラジオ放送の実況アナウンサーのスヴェン・イェリングが「Japaner, Japaner, Japaner（日本人、日本人、また日本人）」と連呼したこの試合は、スウェーデンのスポーツ分野においても歴史的出来事のひとつとして記憶されている。試合終了後、6000人の観客の多くがピッチになだれ込み、日本の勝利を祝福した。なお、ドイツを始めヨーロッパ各地の新聞は「不可能なことが起きた」「こんなことをだれが想像できただろうか」「美しく正々堂々とした戦いだった。日本の戦いぶりが歓喜を呼んだのだ」と報じた。

## 日本代表
| 出場選手 - ゴールキーパー（GK） - 佐野理平（早稲田大学）。 - フルバック（FB） - 堀江忠男（早稲田WMW） - 種田孝一（登録上はHB、東京帝国大学） - 竹内悌三（東京帝大LB） - ハーフバック（HB） - 立原元夫（早稲田WMW） - 金容植（全京城蹴球団） - フォワード（FW） - 松永行（東京文理科大学） - 右近徳太郎（慶應義塾大学） - 川本泰三（早稲田大学） - 加茂健（早稲田大学） - 加茂正五（早稲田大学） 控え選手 - 不破整（GK、早稲田大学） - 鈴木保男（FB、早稲田WMW） - 笹野積次（HB、早稲田大学） - 西邑昌一（FW、早稲田大学） - 高橋豊二（FW、東京帝国大学） - 竹腰重丸（東京帝大LB） スタッフ - 監督 - 鈴木重義 - コーチ - 工藤孝一 - 竹腰重丸 - マネージャー - 小野卓爾 | 監督 鈴木 重義 佐野 理平 堀江 忠男 種田 孝一 竹内 悌三 立原 元夫 金 容植 加茂 正五 松永 行 川本 泰三 右近 徳太郎 加茂 健 ベルリン五輪・サッカー競技 1回戦 vs スウェーデン 戦（ 1936年 8月4日 、ヘルタ・プラッツ・スタジアム）の布陣。ベルリン入り後、それまでの 2バックシステム から急遽 WMシステム に変更。 HB の種田を3バックの中央に配置したほか、立原を守備に専念させ、運動量に優れた金に攻守の舵取り役を担わせた。 |
| 監督 鈴木 重義 佐野 理平 堀江 忠男 種田 孝一 竹内 悌三 立原 元夫 金 容植 加茂 正五 松永 行 川本 泰三 右近 徳太郎 加茂 健 | |
| ベルリン五輪・サッカー競技1回戦 vsスウェーデン戦（1936年8月4日、ヘルタ・プラッツ・スタジアム）の布陣。ベルリン入り後、それまでの2バックシステムから急遽WMシステムに変更。HBの種田を3バックの中央に配置したほか、立原を守備に専念させ、運動量に優れた金に攻守の舵取り役を担わせた。 | |

## 試合結果
| 1936年8月4日 17:30 |

| 日本                                          | 3 - 2    | スウェーデン                  |
| 川本泰三 49分 · 右近徳太郎 62分 · 松永行 85分 | (Report) | 24分, 37分 エリク・ペーション |

| ヘルタ・プラッツ・スタジアム, ベルリン 観客数: 5.000 主審: ヴィルヘルム・ペータース |

| スウェーデン         |                            |
| 1                    | スヴェン・ベルクヴィスト   |
| 2                    | オットー・アンデション     |
| 3                    | エリク・シェルストレーム   |
| 4                    | ヴィクトル・カールンド     |
| 5                    | アルヴィド・エマヌエルソン |
| 6                    | トルシュテン・ヨハンソン   |
| 7                    | グスタフ・ヨセフソン       |
| 8                    | エリク・ペーション         |
| 9                    | スヴェン・ヨナソン         |
| 10                   | カール＝エリク・グラーン   |
| 11                   | オーケ・ハルマン           |
| 監督                 |                            |
| グスタフ・カールソン |                            |

## 背景

### 参加決定
満洲国建国などによる国際的圧力を回避することを考えた大日本帝國政府は、1940年に東京オリンピックを開催することを計画、その誘致の意味も込め、1936年に開催されるベルリンオリンピックに大選手団を送り込むこととしたが、その一環で、ヨーロッパで人気の高いサッカー競技にも選手団を送り込むことを急遽決定した。

### 選手選考
ベルリンオリンピックの日本代表チームは、1935年7月8日にベルリンオリンピックの日本代表選手を選ぶ「詮衡(せんこう)委員会」が設置され、日本代表選考方針「詮衡綱要」を決めた。その内容は「過去から現在までの日本サッカー界の状況で考えれば全国選抜チームは不適当。(イ)“断然たる”チームがあればそのチームを主体として選手選考、(ロ)そのようなチームが無ければ、1つの地方協会を中心にして選ぶ」というものだった。
当時の日本は社会人の全国リーグが無く、さらに関東大学リーグ王者と関西大学リーグ王者が対戦する東西学生蹴球対抗王座決定戦は関東が6連覇中だったため、関東大学リーグ戦が日本最高峰であるとみなされていた。そのため、1935年の関東大学リーグで全勝優勝した早稲田が日本の最優秀チームとみなされた。最終的に詮衡委員会は、「(イ)早大は最優秀チームだが、断然たるチームではない。(ロ)従って、早大のある関東のサッカー協会の選手を選ぶ。さらにそこに朝鮮人選手を加える」と決定した。
また当時は朝鮮半島が日本の植民地下にあったが、世界的に見ればレベルの低いアジアの中でもさらに低い方であった日本のサッカーのレベルに比べれば、相対的に朝鮮出身者のサッカーのレベルは高く、個人の実力重視で選考した場合は朝鮮民族が多くを占めるものというのが朝鮮サッカー関係者の予想だった。実際、朝鮮側が日本最高の大会と見なしていた1935年の第15回全日本総合蹴球選手権大会で、朝鮮蹴球協会から派遣された全京城蹴球団が優勝した。しかし実際には、朝鮮民族選手は金容植と金永根の2名が選抜されるにとどまった。これを民族差別として、朝鮮蹴球協会から2選手に対して「日本代表としてオリンピックに出ることは、民族の自尊心を捨てることだ」と代表を辞退するような圧力もあった。金永根は選考過程に不満を示して代表チームの合宿に参加せず、金容植だけが「世界の舞台オリンピックで自分が活躍すれば、それは民族の力を世界に示す事になる」と代表チームに残った。金容植は攻守にわたって活躍し、奇跡の一端を担うことになった。

### 戦術
当時の日本はサッカーに関する基本的情報も限られており、オリンピック参加の10年ほど前までは、ヘディングを見たことすらないほどのサッカー後進国であった。DFの堀江忠男がイギリスからサッカー専門誌を取り寄せ、読み込み、実践した結果、体格で劣る日本代表が勝つためには、チョウ・ディンにより、既に日本にもたらされ定着していたショートパスを多用し、俊敏さを活かす戦術を取るほかないと考え、プレイヤーの人数の倍のボールを用意しパス回しをする練習などを行い、技術を養った。
しかし、やはり埋め難い実力の差は本人達が最も感じており、6月20日に日本を発つ直前、チョウ・ディンの教え子の鈴木重義監督は「蹴球の本場の欧州列強と、この乏しい国際試合の経験でどこまで対抗していけるか全く見当がつかない。しかし、とにかく日本の実力のありのままを出して戦いぬく。」と語った。
当時の日本代表は2-3-5の2バックシステムを採用していたが、当時のヨーロッパでは3人のフルバックと2人のハーフバックがM字を描き、5人のフォワードがW字を描く、いわゆる「WMシステム」が主流となりつつあった。7月3日にベルリンに到着してから10日ほど後、7月14日に行なった、選手ですら「此は大したティームではない。落ち着いてやれば、大して苦労しなくても勝てる」と試合前には楽観視していたベルリンでも最下位の現地クラブチームとの練習試合で、0-3でなすすべもなく敗れ、現地サッカー紙Fußballに「日本人のサッカー選手には失望させられた!」、また対戦相手のスウェーデンのタブロイド紙Aftonbladetにも「日本人選手には印象付けられるものは何もない。学生たちには、このヨーロッパ旅行がいい卒業の記念となるだろう」と酷評され、「不安と混乱とが皆を灰色に押し包んでしまうのをどうすることもできませんでした」と語るほどの不安が選手たちを襲った。
初めて対戦したWMシステムのチームに敗れたことから、鈴木監督、こちらも同じくチョウ・ディンの教え子である竹腰重丸コーチらは大会初戦の僅か20日前という段階で急遽WMシステム導入を決定、7月27日に急遽設定した練習試合で初めて導入したところ、前半こそ体格で劣り相手選手に振り回され、試合そのものも2-3で敗れはしたものの、後半から登場した金容植により守備がある程度の安定を見せたことから手応えを得、新システムでスウェーデン戦に臨むこととした。

## その後の日本代表
日本はスウェーデン戦の2日後に行われた準々決勝でイタリアと対戦するが、疲労の蓄積が響き現地Fußball誌に「別人のような動き」と評される内容で0-8と大敗した。その後、ニーダーラインガウ州選抜、グラスホッパーと2試合の親善試合を行ったがいずれも敗れており、遠征中勝利したのは唯一このスウェーデン戦のみであった。なお、グラスホッパーとの試合では1対16で敗れており、これは日本サッカー代表の最多点差敗戦記録である
オリンピック後に開戦した第二次世界大戦で、日本代表選手も兵役に駆り出された。同点ゴールを決めたFWの右近はブーゲンビル島で、逆転ゴールを決めたFWの松永はガダルカナル島でそれぞれ戦死している。FBの竹内悌三はシベリア抑留中に死去、またスウェーデン戦で控えメンバーだったFWの高橋豊二も海軍航空学校での訓練中に事故死した。結果的に16人のうち4人が戦争で命を落とした。
日本の1点目を挙げたFWの川本もシベリアに抑留されたが帰国後選手として復帰し、引退後は指導者の道へと進んだ。釜本邦茂ら後進の選手たちに影響を与えたほか、晩年は日本サッカー協会の理事などを務めた。FBの堀江は帰国後新聞記者を経て、経済学者として母校・早稲田大学で教鞭を振るうと同時に、同大ア式蹴球部で監督を務めた。HBの金容植は戦後建国された韓国に渡り、韓国代表選手として1952年までプレーした。引退後は指導者として国内チームの監督を歴任し、「韓国サッカーの父」と呼ばれた。

## 後日談
- ベルリンの奇跡の舞台となったヘルタ・プラッツ・スタジアムは、第二次世界大戦後に構築された『ベルリンの壁』の近くにあったが、1991年に取り壊された。
- 1949年、物理学者の湯川秀樹はノーベル物理学賞の授賞式典に出席するためにスウェーデンを訪れた。この際、現地の記者はベルリンでの試合を記憶しており、湯川に対してサッカーボールを渡した。これに対して湯川はこのボールをヘディングして見せ、記念撮影を行ったと言われている[8]。
- 2016年8月、この試合に出場した日本代表が日本サッカー殿堂入りしている[9]。

## 関連書籍
- その時歴史が動いた コミック版 感動スポーツ編 ホーム社 2006年05月[10]
  - NHK「その時歴史が動いた」2004年5月12日に放送された「日本サッカー ベルリンオリンピックの奇跡～世界を驚かせた逆転勝利～」を漫画にて再構築したものが収録されている。宮前めぐるによって執筆された。